# Ministerie van Cultuur en Nationaal Erfgoed (Polen)
Het Ministerie van Cultuur en Nationaal Erfgoed (Pools: Ministerstwo Kultury i Dziedzictwa Narodowego) is een ministerie van de Poolse overheid. De Republiek Polen had van 1989 tot 1999 een Ministerie van Cultuur en Kunst, dat in 1999 werd vervangen door het Ministerie van Cultuur en Nationaal Erfgoed. In de periode 2001-2005 droeg het ministerie de naam Ministerie van Cultuur.

## Ministers

### Ministerie van Cultuur en Kunst (1989-1999)
- Izabella Cywińska
- Marek Rostworowski
- Andrzej Siciński
- Piotr Łukasiewicz
- Jerzy Góral
- Kazimierz Dejmek
- Zdzisław Podkański
- Joanna Wnuk-Nazarowa
- Andrzej Zakrzewski

### Ministerie van Cultuur en Nationaal Erfgoed (1999-2001)
- Andrzej Zakrzewski
- Kazimierz Michał Ujazdowski
- Andrzej Zieliński

### Ministerie van Cultuur (2001-2005)
- Andrzej Celiński
- Waldemar Dąbrowski

### Ministerie van Cultuur en Nationaal Erfgoed (2005-heden)
- Kazimierz Michał Ujazdowski
- Jarosław Kaczyński
- Kazimierz Michał Ujazdowski
- Bogdan Zdrojewski
- Małgorzata Omilanowska
- Piotr Gliński
- Dominika Chorosińska
- Bartłomiej Sienkiewicz
- Hanna Wróblewska